# Markus Möller (Richter)
Markus Möller (* 2. Juni 1968 in Lübeck) ist ein deutscher Jurist und Richter. Er ist seit dem 30. Januar 2019  Präsident des Verfassungsgerichtes des Landes Brandenburg.

## Leben
Möller studierte Rechtswissenschaften in Hamburg und machte anschließend sein juristisches Referendariat bei den Justizbehörden des Landes Berlin. Zum 1. September 1997 wurde er als Assessor am Verwaltungsgericht Leipzig angestellt. Im Jahr 2000 erfolgte ein Wechsel in den Bereich der Justiz des Landes Brandenburg, wo Möller zunächst weiterhin als Assessor am Verwaltungsgericht Cottbus tätig war, bis er dort mit Wirkung vom 1. September 2000 zum Richter am Verwaltungsgericht ernannt wurde. 2006 wechselte Möller die Gerichtsbarkeit, er wurde Richter am Finanzgericht Berlin-Brandenburg in Cottbus. Zunächst nur in Abordnung wurde er mit Wirkung vom 1. April 2008 zum Richter am Finanzgericht ernannt. Am 12. Dezember 2018 wählte der Landtag des Landes Brandenburg Markus Möller zum neuen Präsidenten des Verfassungsgerichtes des Landes Brandenburg. Das SPD-Mitglied, welches zeitweise in der Cottbusser Stadtverordnetenversammlung saß, löste Jes Möller ab.